# 勒特巴赫河
47°49′28″N 12°12′18″E / 47.82436°N 12.20508°E

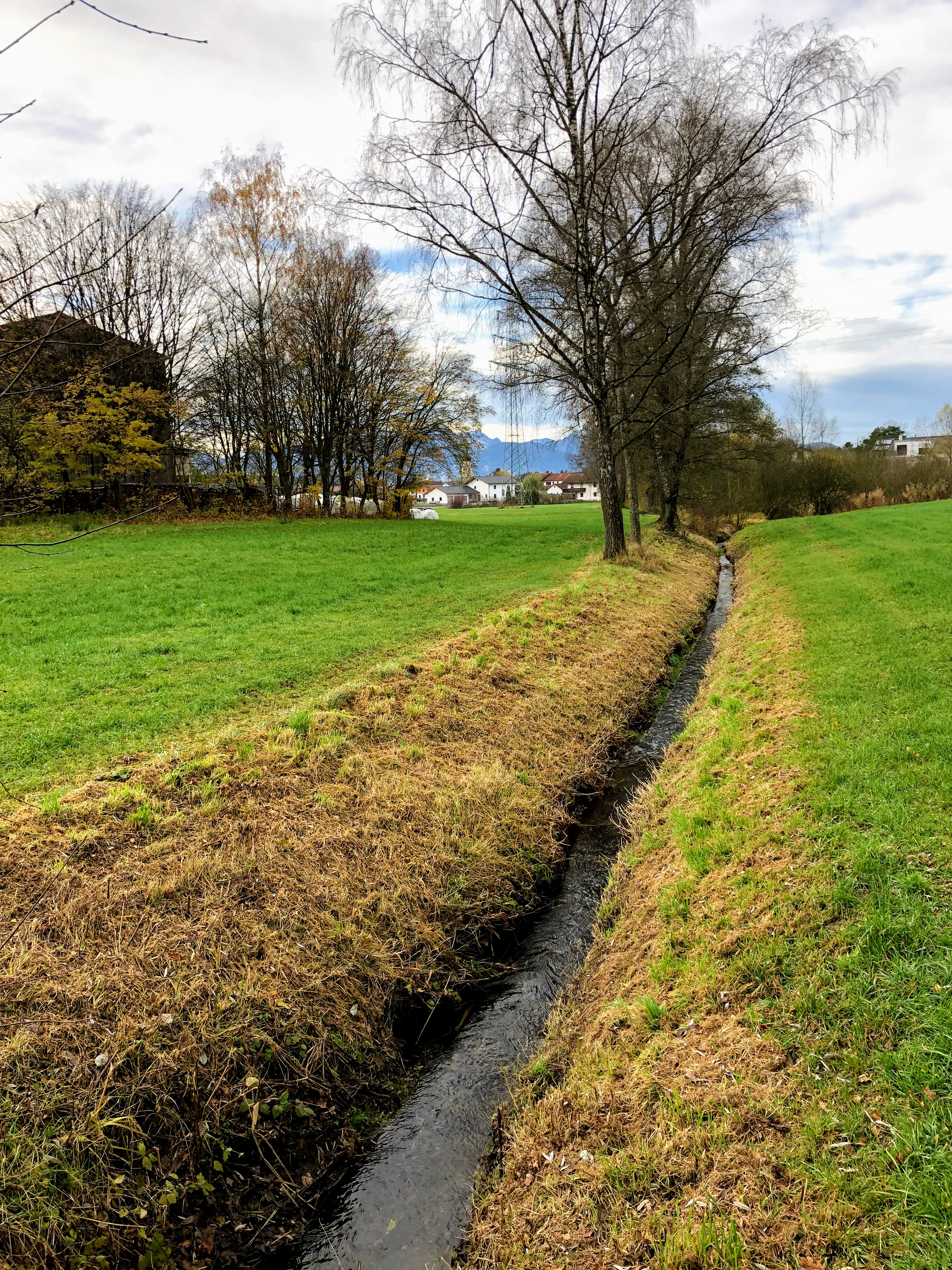

勒特巴赫河（德語：Röthbach），是德國的河流，位於該國東南部，由巴伐利亞負責管轄，屬於錫姆斯河的支流，河道全長7.3公里，發源自廷寧湖，流經羅森海姆縣。